# Milan Hlaveš
Milan Hlaveš (* 21. září 1970 Praha 2) je český kunsthistorik, muzejník a kurátor, odborník na soudobé sklářství, keramiku, design a kreslený humor.
Vystudoval uměleckou větev Střední průmyslové školy sklářské v Železném Brodě (1985–1989), poté pokračoval ve studiu historie a muzeologie na Filozoficko-přírodovědecké fakultě Slezské univerzity v Opavě (1990–1993) a na Filozofické fakultě Masarykovy univerzity v Brně (1993–1995). Vědecký titul Ph.D. v oboru historie a teorie designu získal na Vysoké škole uměleckoprůmyslové v Praze roku 2009. Pracoval jako historik v Národním technickém muzeu v Praze, jako vedoucí sbírky skla v Muzeu skla a bižuterie v Jablonci nad Nisou a od roku 1998 je zaměstnán jako kurátor sbírky skla, keramiky a porcelánu 20.–21. století v Uměleckoprůmyslovém museu v Praze (UPM, 2009–2019 jako vedoucí sbírky skla a keramiky). Od roku 2020 kurátorem sbírky skla a keramiky v Muzeu Prahy.
Je autorem či spoluautorem řady knih a katalogů a autorem několika stovek textů v odborných výtvarných časopisech.
Zorganizoval nebo se odborně podílel na více než 80 výstavách věnovaných designu, sklu a uměleckým sklářům či umělecké keramice, například Hledání skla / In Search of Glass, která se konala v pražském Uměleckoprůmyslovém museu v letech 2011–2012, René a Miluše Roubíčkovi – Retrospektiva  (UPM, 2003), František Vízner – Retrospektiva (UPM, 2005), 7+1. Mistři českého skla (Museum Kampa, 2016). Byl spoluautorem výstav skla v Jižní Koreji, Japonsku, Číně, Finsku či Lotyšsku. Vyučuje na Vysoké škole uměleckoprůmyslové v Praze (od 2004) a na Univerzitě Tomáše Bati ve Zlíně (od 2011).
V letech 2012–2015 byl předsedou Českého výboru ICOM (International Council of Museums), 2002-2008 a 2013-2016 členem předsednictva ICOM – The International Committee for Museums and Glass Collections.
Je autorem či spoluautorem stálých expozic uměleckého skla Musea skla Portheimka /Museum Kampa/ v Praze (2018), Huti František – Centra uměleckého skla v Sázavě (2014), Novotný Glass Musea v Novém Boru (2015) a dlouhodobé výstavy Plejády skla v UPM (2019). V letech 2012, 2015 a 2018 byl uměleckým kurátorem trienále IGS – Mezinárodního sklářského sympozia Nový Bor.
Průběžně působí v grantových a soutěžních komisích specializovaných na výtvarné umění včetně designu v ČR (např. Ministerstvo kultury ČR) a zahraničí (USA, Japonsko, Čína, Německo, Dánsko, Maďarsko, Slovensko). Je mj. členem Vědecké rady Muzea hlavního města Prahy, Umělecké rady FUD UJEP (od 2002), výboru České sklářské společnosti, Regionální komise Národního památkového ústavu Praha (od 2009), International Committee – Pilchuck Glass School, USA (od 2013), či poradních sborů sklářských muzeí v Novém Boru a Kamenickém Šenově.
Manželka Milana Hlaveše Song Mi Kim je sochařka jihokorejského původu, která se zabývá mimo jiné tvorbou objektů či instalací ze skla.